# Fil de Litz
 (janvier 2022).
Si vous disposez d'ouvrages ou d'articles de référence ou si vous connaissez des sites web de qualité traitant du thème abordé ici, merci de compléter l'article en donnant les références utiles à sa vérifiabilité et en les liant à la section « Notes et références ».

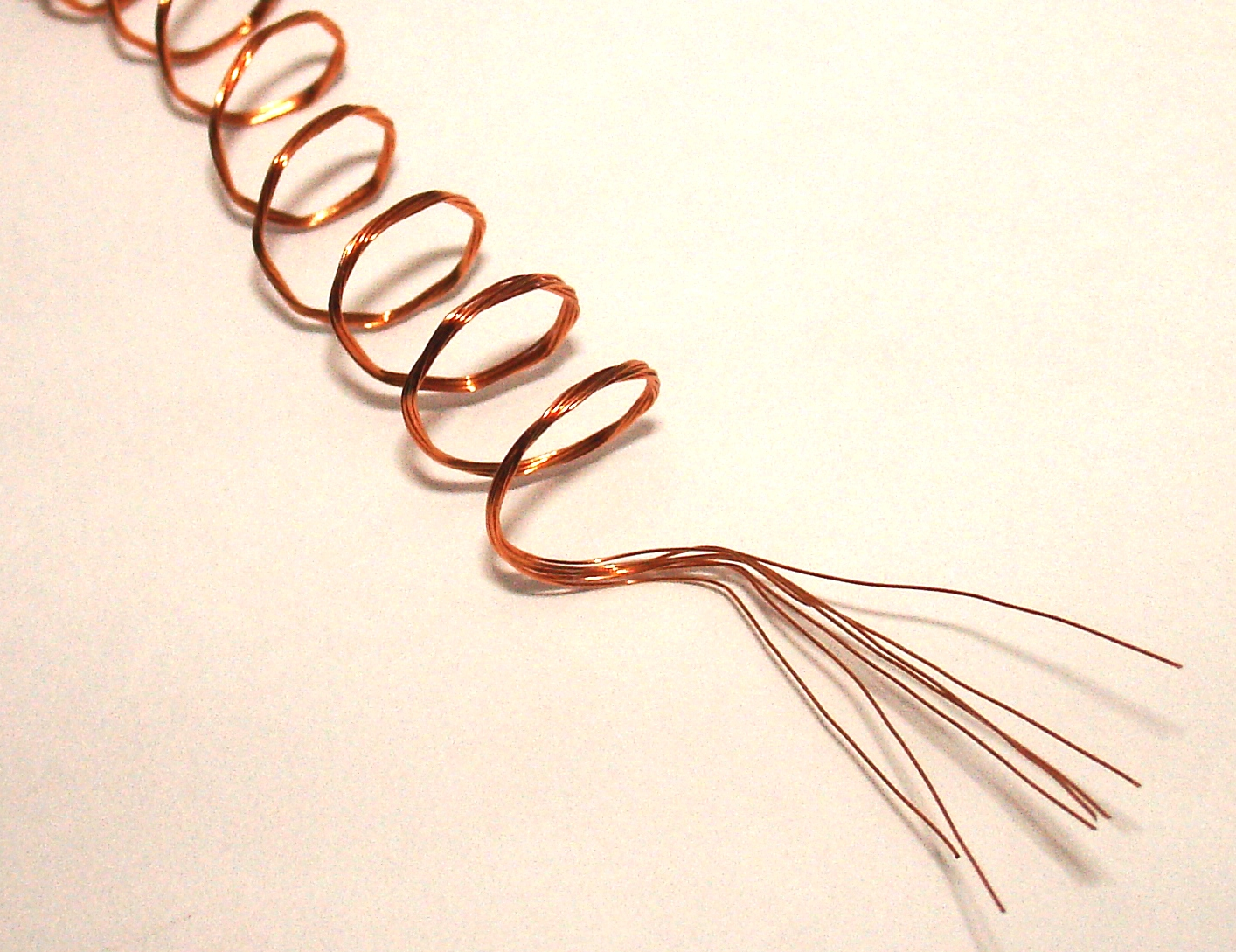
Un fil de Litz constitué de sept brins de cuivre isolés.

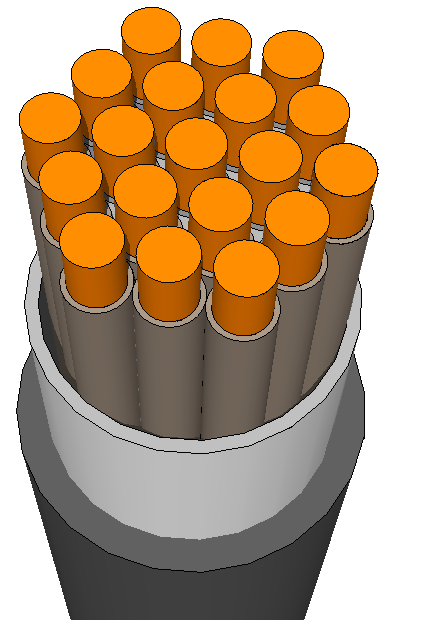
Le fil de Litz est constitué de plusieurs brins électriquement isolés. Dans un fil ordinaire, les brins sont enroulés les uns sur les autres ou sont tissés pour réduire les pertes par effet Joule.

Le fil de Litz est un fil conducteur qui est adapté au transport de courant à haute fréquence. Ce nom provient d'une erreur de traduction du terme allemand Litzendraht qui signifie fil multibrins, qui vient de Litzen signifiant « tresses ». Chaque fil est composé de brins isolés électriquement les uns des autres. Idéalement, les brins sont tressés ensemble afin de former le fil final. Dans le fil de Litz vendu dans le commerce, ces fils sont le plus souvent simplement toronnés.

## Intérêt
À cause de l'effet de peau, un fil de cuivre simple, qui possède normalement une faible résistance, voit son impédance augmenter lorsqu'on y fait circuler un courant à haute fréquence. Ainsi, l'utilisation de fils de cuivre standard dans des électro-aimants ou des transformateurs fonctionnant à haute fréquence peut conduire à des catastrophes : l'impédance du fil augmentant fortement, la puissance dissipée par effet Joule dans les fils peut conduire à des élévations de température extrêmement importantes. L'utilisation de fil de Litz permet de diminuer ces problèmes.

## Constitution
Pour contrer cet effet, il suffit de diviser le fil en brins plus fins isolés électriquement les uns des autres. Chacun des fils doit avoir un diamètre qui est inférieur à la valeur de l'épaisseur de peau à la fréquence de travail.
Cependant, même lorsque le fil est composé de brins isolés électriquement, les effets de proximité entre les fils rendent encore le fil résistif à haute fréquence car le courant ne se répartit pas également entre tous les brins. Afin de lutter contre les effets de proximité, il faut que chaque brin ne soit pas toujours situé au même endroit du fil, mais alterne entre différentes positions. Ainsi, le courant se répartit équitablement entre tous les brins. Une possibilité pour le faire consiste à tresser ou toronner les brins entre eux.

## En pratique
Il faut choisir le diamètre des brins en fonction de la fréquence à laquelle on souhaite travailler, afin que leur diamètre soit plus petit que l'épaisseur de peau. Le diamètre total du fil est fonction du courant que l'on souhaite faire circuler et de l'impédance finale souhaitée. Un tableau donnant les diamètres de brins en fonction de la fréquence de travail existe : voir liens externes.